# プラット・アンド・ホイットニー F100

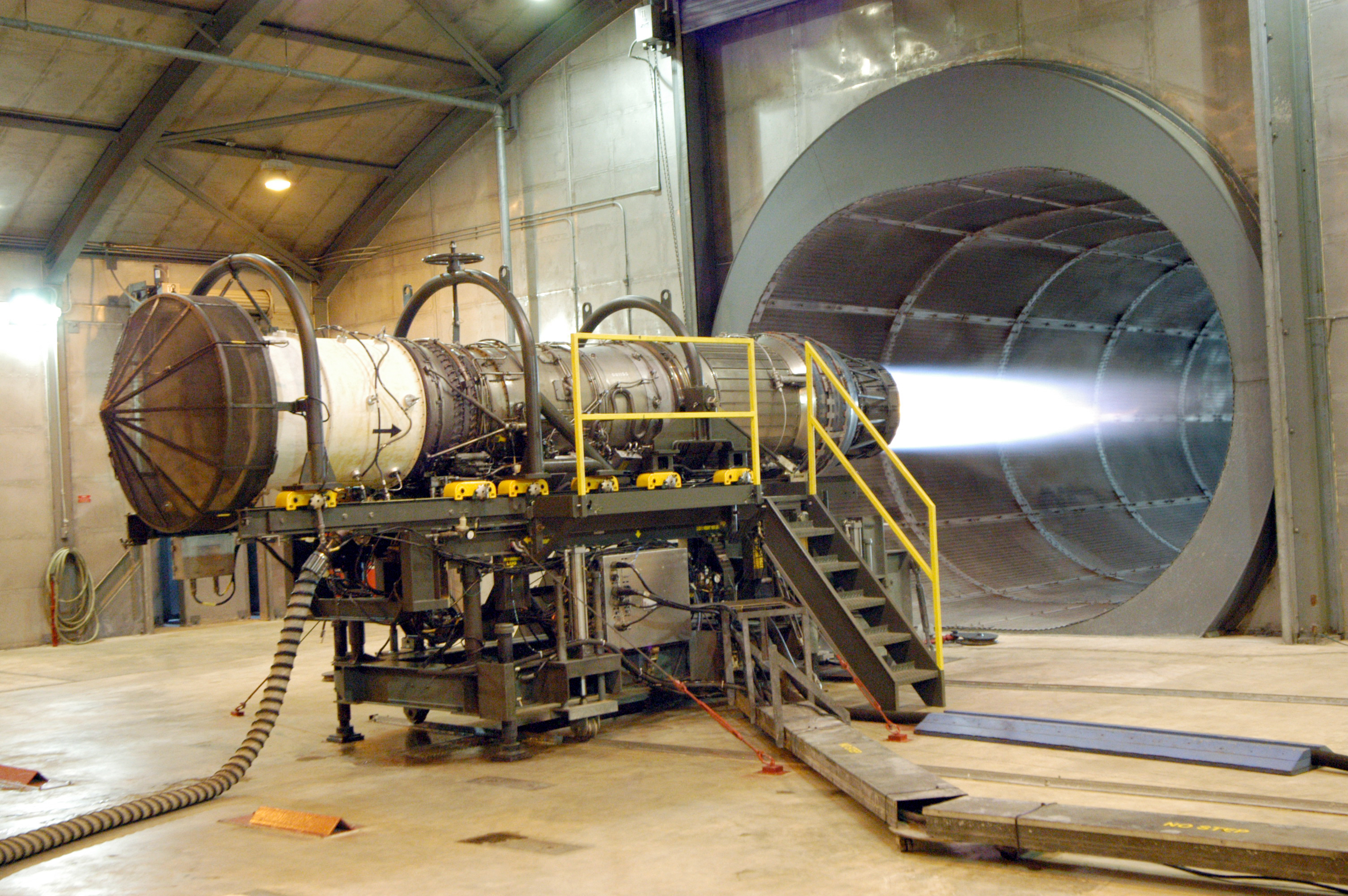
ジョージア州のロビンス空軍基地でテスト中のF100

F100はアメリカ合衆国のプラット・アンド・ホイットニーが開発した航空機用アフターバーナー付きターボファンエンジンである。F-15戦闘機とF-16戦闘機に搭載されている。

## 開発背景
1967年、アメリカ海軍とアメリカ空軍は当時開発中のF-14とF-15用のエンジン提案を共同で要求した。この共同計画は「Advanced Turbine Engine Gas Generator（ATEGG）」と呼ばれ、推力の増大と軽量化によって推力重量比9を達成することが目標だった。
1970年、プラット・アンド・ホイットニーが空軍向けのF100-PW-100と海軍向けのF401-PW-400の開発をアメリカ空軍と契約した。のちに海軍は要求をキャンセルし、F-14にはF-111のTF30が搭載されることになった。

## 各型式

### F100-PW-100

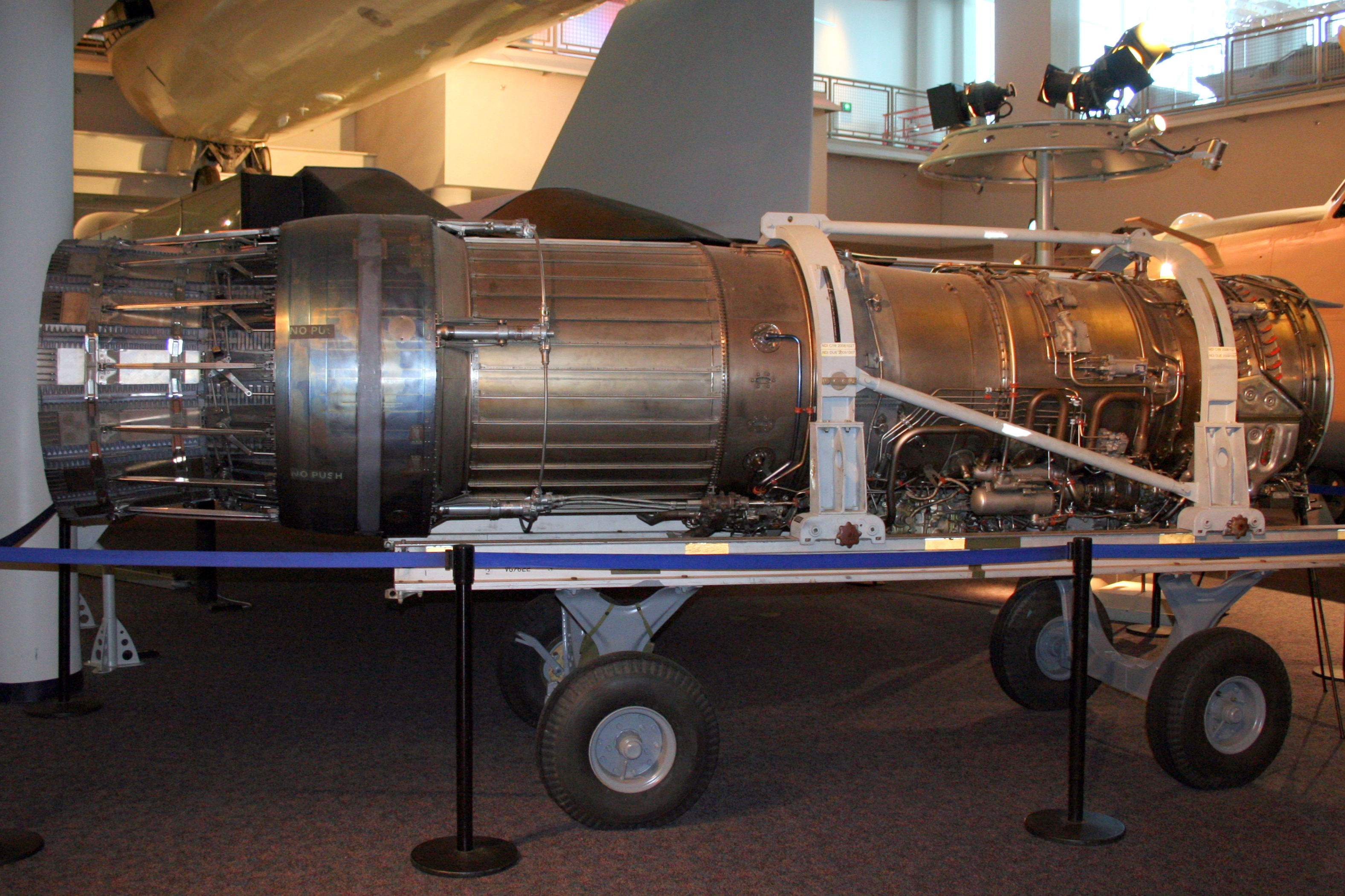
バージニア航空宇宙センターで展示中のF100-PW-100

1972年にF100-PW-100を搭載したF-15が初飛行を行ったが、初期から多数の問題が発生してF-15の導入遅延の一因となった。特にアフターバーナーに起因するスタグネーション・ストールの問題は重大であった。固定式の空気取り入れ口を採用したF-16での発生頻度は低く、複雑な衝撃波制御を行う可動式空気取り入れ口を採用したF-15との組み合わせに起因する問題だと考えられた。
スタグネーション・ストールとは、リヒート時の点火ショックがバイパスダクトを伝搬してコンプレッサーを失速させ、スロットルを操作しても回転数が変化せずにファンタービン入り口温度が上昇する現象である。一旦エンジンを停止し、規定温度内に下がったところで再点火する必要がある。コアモジュールの過熱から火災に至ることもあるため迅速な再始動を要するが、この操作はエンジン停止による推力の消滅とあいまって戦闘機にとっては致命的な弱点となる。
高高度かつ低対気速度、アイドルに近い低回転数での飛行中にパイロットの操作による急なアフターバーナー点火が行われると、点火時の圧力波がバイパスダクトからファンにまで伝搬し、コンプレッサーを失速させる事により発生する。対策としてコア流とバイパス流を分岐させるスプリッタベーンを前方に延長する一方、該当条件下でのスロットル操作にMIL位置で一旦止めて燃焼の安定を図ってからリヒートさせるという運用上の対策もなされた。エンジンコントロールユニットの制御則の変更または追加が行われた可能性もあるが、このような改善は常に行われており、対策と言えるような変更であったかどうかははっきりしない。対策後、現在に至るまでにスタグネーションストールの発生は報告されておらず、航空自衛隊に於ける墜落事故で一時はその発生が疑われたものの、別の原因によるものと明らかになった。
スタグネーションストールはごく初期に発生した問題であり、特に神経質なエンジンであるとも言われていない。
推力は23,930 lbf (106 kN)。
日本では石川島播磨重工業（現・IHI）でのライセンス生産が行われており、F-15J/DJに搭載されている（F100-IHI-100）。

### F100-PW-200
F-16はF100-PW-100とほぼ同じ仕様の、F100-PW-200を搭載して就役した。その後、F-16の増備に伴い、運行リスクの削減を目指す空軍は1984年にエンジンを二重ソース化するAlternative Fighter Engine（AFE）計画を開始し、競争に勝ち抜いたエンジンを契約することになった。
F-16C/D Block30/32はF100とGEのF110のどちらでも搭載可能な共通のエンジンベイを採用した最初の機体であった。

### F100-PW-220/220E

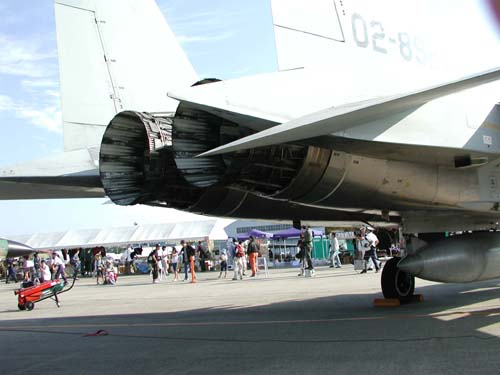
F-15Jに装着されたF100-IHI-220E

F100-PW-220/220Eには、精度管理やデジタル電子エンジン制御（DEEC）による高い整備性、耐久性の向上、信頼性の高い冶金技術、熱伝導性など、利用可能な最先端の技術が取り入れられ、アメリカ空軍史上最も高い安全性と任務達成率を確立した。
このモデルは1986年から導入され、F-15とF-16の両方に搭載することが可能である。本エンジンはノズルが可変する際に、独特の音を立てる。推力はドライで64.9 kN (14,600 lbf)、最大105.7 kN (23,800 lbf)。
F100-IHI-100と同じく、日本では石川島播磨重工業がライセンス生産している（F100-IHI-220E）。2017年12月18日には米国国内の業者の撤退等に伴うアメリカでの供給不足から、日本でライセンス生産したプレートなど四点の部品のライセンス元への移転を国家安全保障会議（NSC）で決定した。

### F100-PW-220U
F100-PW-220Uは、F100-PW-220Eの派生型でX-47Bに搭載される。71.2 kN (16,000 lbf)の推力を有する。

### F100-PW-229/229A/229EEP
F100-PW-229は、220Eを基にFADECの搭載、ファンと圧縮機段の改善、構成部品の寿命延長などにより、メンテナンスが簡素化されている。229は1989年に飛行し、ドライで17,800 lbf (79.2 kN)、最大29,160 lbf (130 kN)の推力を有する。
F100-PW-229AにはF-22用のF119や、F-35用のF135の開発によって得られた技術が投入されており、最新素材のタービンが組込まれ、温度管理技術やコンプレッサーの空力設計、電子制御などが新しくなっている。なお、229Aは元の寸法を維持するためアフターバーナー部が229と比べ若干短くなっている。推力29,100 lbf (129 kN)。
F100-PW-229EEPは、リアルタイム監視システムの装備、デジタル電子エンジン制御（DEEC）システムのアップグレード等により、従来の4,300メンテナンスサイクルから6,000メンテナンスサイクルに改善されメンテナンス費用の削減が図られている。
229は主にF-15Eとその派生型に搭載されている。なお、-229系のうちF-15 ACTIVEに搭載されたものには三次元推力偏向ノズルが搭載されている。

### F100-PW-232
F100-PW-229のさらなる推力強化型。今のところ量産されていない（採用した機種にF-16E/F Block62があるが、実機は造られていない）。推力は32,500 lbf (145 kN)とされている。

### F401-PW-400

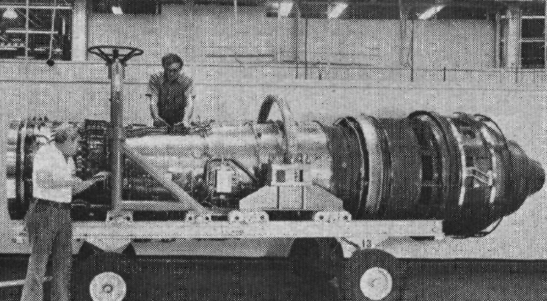
XFV-12用のF401エンジン

F401はF-14Bに搭載されるため開発された型式で、F100と同じくJTF22を基に設計されている。F100との違いはファンとアフターバーナー部がF100より小さい事とファンの後方に余分な圧縮機段を持っている事、防塩対策などが施されている事があげられる。
本機を搭載しての最初の飛行は1973年9月9日に行われた。しかし、開発中に技術的な不具合に遭ったこと、F401エンジンを搭載したF-14のテスト結果が満足のいくものでなかったことによる開発延滞でコストがかさみ、加えて搭載機のF-14自体の機体価格の高さから生産そのものを問題視され、これ以上の予算獲得は困難となったためF401の開発計画は中止された。

## 搭載機
- F100
  - F-15A〜D/F-15J
  - F-16(～Block 25)
  - F-15Eとその派生型
  - X-47B
  - ヴォートYA-7F
- F401
  - XFV-12
  - ヴォートモデル1600（英語版）
  - F-14B (試験機のみ)

## 仕様

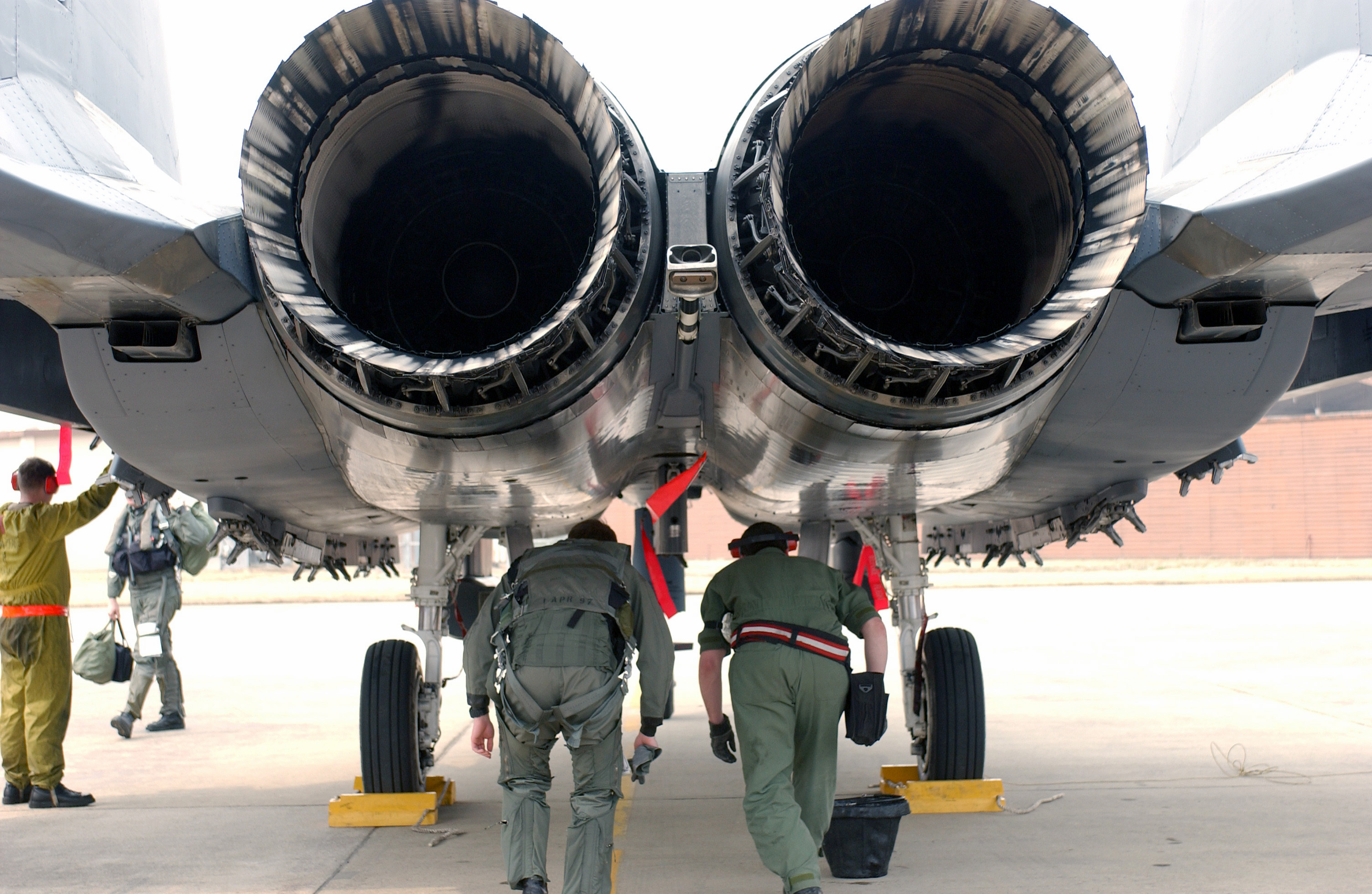
F-15に搭載されたF100

|            | F100-PW-220/220E/220U/229                                                                                  |
|            | 一般的特性                                                                                                 |
| ---------- | --- |
| 形式       | アフターバーナー付きターボファンエンジン                                                                   |
| 全長       | 191in (4.8514m)                                                                                            |
| 直径       | 入口直径：34.8in (0.884m) 最大直径：46.5in (1.181m)                                                        |
| 乾燥重量   | 3,740lbs (1,696kg)                                                                                         |
|            | 構成要素                                                                                                   |
| 圧縮機     | ファン3枚・10段軸流圧縮機                                                                                  |
| バイパス比 | 0.36：1 |
| タービン   | 2段低圧・2段高圧タービン                                                                                   |
|            | 性能 |
| 推力       | 23,770-29,160lbf (105.73-129.71kN)                                                                         |
| 全圧縮比   | 32：1 |
| 燃料消費率 | ミリタリースラスト：0.76lbs/(lbf·h) (77.5kg/(kN·h)) フルアフターバーナー：1.94lbs/(lbf·h) (197.8kg/(kN·h)) |
| 推力重量比 | 6.357-7.799：1 (62.34-76.48N/kg)                                                                           |